# Dean Phillips
Dean Benson Phillips (Saint Paul, Minnesota, 20 de enero de 1969) es un empresario y político estadounidense que fue representante de los Estados Unidos por el 3.er distrito congresional de Minnesota desde 2019 hasta 2025.

## Biografía

### Primeros años, educación y carrera
Nació en Saint Paul, Minnesota, hijo de DeeDee (Cohen) y Artie Pfefer, en 1969. Artie murió en la guerra de Vietnam cuando Phillips tenía seis meses. Más tarde, DeeDee se casó con Eddie Phillips, heredero de Phillips Distilling Company e hijo de la columnista de consejos Pauline Phillips.
A principios de la década de 1970, se mudó de Saint Paul a Edina, Minnesota. Asistió a The Blake School, donde jugó en los equipos de hockey y béisbol.
Se graduó en la Universidad de Brown en 1991 y es miembro de la fraternidad Sigma Chi. Trabajó para la empresa de indumentaria y equipos para bicicletas InMotion durante dos años y luego se unió a la oficina corporativa de la empresa de su familia. Más tarde, completó su maestría en Administración de Empresas en la Escuela de Administración Carlson de la Universidad de Minnesota en 2000. Después de graduarse, fue nombrado presidente y director ejecutivo de la organización de su familia, Phillips Distilling.
Se desempeñó como presidente y director ejecutivo de la empresa desde 2000 hasta 2012. Luego se hizo a un lado para administrar una de sus otras inversiones corporativas, Talenti gelato, hasta que se vendió por un monto no revelado a Unilever en 2014. Desde 2016, ha sido el fundador y propietario de Penny's Coffee, una cadena de cafeterías con dos ubicaciones en el área metropolitana de Minneapolis-Saint Paul a partir de 2022.

### Cámara de Representantes de Estados Unidos
Según FiveThirtyEight, votó con las posiciones política pública declaradas del presidente Joe Biden el 100 % de las veces, haciéndolo más liberal que el promedio en el 117.º Congreso. Durante el comienzo de su primer mandato en 2019, la Escuela de Políticas Públicas McCourt de la Universidad de Georgetown lo colocó en el puesto 27 de 435 miembros en términos de bipartidismo.

### Vida personal
Está casado y tiene dos hijas de un matrimonio anterior. Es judío y fue reconocido por la publicación de Minnesota The American Jewish World por servir en la junta del Templo Israel en Minneapolis.
La abuela paterna de Phillips, Pauline Phillips, fue la autora de la columna de consejos Dear Abby, bajo el seudónimo de Abigail Van Buren.